# Damien Le Guay
Pour les articles homonymes, voir Le Guay.
Damien Le Guay, né le 13 juin 1961, est un philosophe et un critique littéraire français. Il a écrit plusieurs ouvrages sur la mort,.
Il est maître de conférences à HEC Paris et à l'Institut des relations publiques et de la communication (IRCOM) aux Ponts-de-Cé. Il enseigne à l'Espace éthique de l'Assistance publique - Hôpitaux de Paris et est président du Comité national d'éthique du funéraire,,.

## Ouvrages
- 41 exercices d´hygiène spirituelle : Sortir des impasses du développement personnel, Salvator, 2020
- La Guerre civile qui vient est déjà là, Éditions du Cerf, coll. « Actualités », 2017, 224 p.
- Philosopher en islam et en christianisme  (avec Philippe Capelle-Dumont et Souleymane Bachir Diagne), Éditions du Cerf, coll. « Actualités », 2016, 272 p.
- Les Morts de notre vie : avec les témoignages de  Juliette Binoche, Christian Bobin, Catherine Clément, Philippe Labro, Daniel Mesguich, Edgar Morin et Amélie Nothomb  (avec Jean-Philippe Tonnac), Albin Michel, 2015, 288 p.
- La Mort en cendres : La crémation aujourd'hui, que faut-il en penser ?, Éditions du Cerf, coll. « L'Histoire à vif », 2012, 208 p.
- De quoi DSK est-il le nom ?, L'Œuvre, 2011 (ISBN 2356311130)
- Le Couvre-tête de Dieu..., Éditions du Cerf, coll. « Épiphanie », 2007, 192 p.
- L'Empire de la télé-réalité : ou comment accroître le "temps de cerveau humain disponible", Presses de la Renaissance, 2005, 300 p. (ISBN 9782856169919)
- Qu'avons-nous perdu en perdant la mort ?, Éditions du Cerf, coll. « L'Histoire à vif », 2003, 176 p.
- La Face cachée d'Halloween, Éditions du Cerf, coll. « L'Histoire à vif », 2002, 208 p.